# Flensburg 08
Flensburg 08 (celým názvem: Flensburger Sportvereinigung von 1908 e. V.) byl německý sportovní klub, který sídlil ve městě Flensburg ve spolkové zemi Šlesvicko-Holštýnsko. Založen byl v roce 1908 pod názvem Flensburger FC 08. Svůj poslední název nesl od roku 1935. Zanikl v roce 2017 po fúzi s ETSV Weiche. Své domácí zápasy odehrával na Flensburger Stadionu s kapacitou 12 000 diváků. Klubové barvy byly žlutá a modrá.
Mimo mužský fotbalový oddíl měl sportovní klub i jiné oddíly, mj. oddíl tenisu a plavání.

## Historické názvy
Zdroj:
- 1908 – Flensburger FC 08 (Flensburger Fußball-Club von 1908 e. V.)
- 1925 – fúze s Sportfreunden VDG Flensburg ⇒ SV Eintracht Flensburg (Sportvereinigung Eintracht Flensburg)
- 1935 – fúze s VfL Nordmark Flensburg ⇒ Flensburger SpVgg 08 (Flensburger Sportvereinigung von 1908 e. V.)
- 2017 – fúze s ETSV Weiche ⇒ zánik

## Získané trofeje
- SHFV-Pokal ( 1× )
  - 1956/57

## Umístění v jednotlivých sezonách
Stručný přehled
Zdroj:
- 1947–1948: Landesliga Schleswig-Holstein Nord
- 1948–1954: Landesliga Schleswig-Holstein
- 1954–1968: Amateurliga Schleswig-Holstein
- 1968–1974: Landesliga Schleswig-Holstein
- 1974–1975: Fußball-Oberliga Nord
- 1975–1980: Verbandsliga Schleswig-Holstein
- 1980–1989: Landesliga Schleswig-Holstein Nord
- 1989–1994: Verbandsliga Schleswig-Holstein
- 1994–1995: Fußball-Oberliga Hamburg/Schleswig-Holstein
- 1995–2001: Verbandsliga Schleswig-Holstein
- 2001–2004: Fußball-Oberliga Hamburg/Schleswig-Holstein
- 2004–2008: Verbandsliga Schleswig-Holstein
- 2008–2017: Fußball-Schleswig-Holstein-Liga

Jednotlivé ročníky
Zdroj:
Legenda: Z - zápasy, V - výhry, R - remízy, P - porážky, VG - vstřelené góly, OG - obdržené góly, +/- - rozdíl skóre, B - body, červené podbarvení - sestup, zelené podbarvení - postup, fialové podbarvení - reorganizace, změna skupiny či soutěže
| Britská okupační zóna (1947 – 1949) |                                             |        |    |     |     |     |    |    |     |    |        |
| Sezóny                              | Liga                                        | Úroveň | Z  | V   | R   | P   | VG | OG | +/- | B  | Pozice |
| 1947/48                             | Landesliga Schleswig-Holstein Nord          | 2      | 18 | 10  | 3   | 5   | 40 | 29 | +11 | 23 | 2.     |
| 1948/49                             | Landesliga Schleswig-Holstein               | 2      | 22 | 8   | 3   | 11  | 37 | 53 | -16 | 19 | 9.     |
| Německo (1949 – 2017)               |                                             |        |    |     |     |     |    |    |     |    |        |
| Sezóny                              | Liga                                        | Úroveň | Z  | V   | R   | P   | VG | OG | +/− | B  | Pozice |
| 1949/50                             | Landesliga Schleswig-Holstein               | 2      | 22 | 9   | 2   | 11  | 40 | 42 | -2  | 20 | 7.     |
| 1950/51                             | Landesliga Schleswig-Holstein               | 2      | 22 | 8   | 3   | 11  | 32 | 37 | -5  | 19 | 7.     |
| 1951/52                             | Landesliga Schleswig-Holstein               | 2      | 30 | ... | ... | ... | 37 | 74 | -37 | 22 | 14.    |
| 1952/53                             | Landesliga Schleswig-Holstein               | 2      | 30 | ... | ... | ... | 67 | 39 | +28 | 37 | 5.     |
| 1953/54                             | Landesliga Schleswig-Holstein               | 2      | 30 | ... | ... | ... | 72 | 48 | +24 | 36 | 5.     |
| 1954/55                             | Amateurliga Schleswig-Holstein              | 2      | 34 | ... | ... | ... | 92 | 64 | +28 | 41 | 6.     |
| 1955/56                             | Amateurliga Schleswig-Holstein              | 2      | 32 | ... | ... | ... | 74 | 51 | +23 | 40 | 4.     |
| 1956/57                             | Amateurliga Schleswig-Holstein              | 2      | 30 | ... | ... | ... | 64 | 47 | +17 | 32 | 7.     |
| 1957/58                             | Amateurliga Schleswig-Holstein              | 2      | 30 | ... | ... | ... | 63 | 66 | -3  | 30 | 9.     |
| 1958/59                             | Amateurliga Schleswig-Holstein              | 2      | 30 | ... | ... | ... | 62 | 72 | -10 | 28 | 10.    |
| 1959/60                             | Amateurliga Schleswig-Holstein              | 2      | 30 | ... | ... | ... | 75 | 57 | +18 | 34 | 7.     |
| 1960/61                             | Amateurliga Schleswig-Holstein              | 2      | 30 | ... | ... | ... | 66 | 47 | +19 | 37 | 5.     |
| 1961/62                             | Amateurliga Schleswig-Holstein              | 2      | 30 | ... | ... | ... | 55 | 70 | -15 | 28 | 9.     |
| 1962/63                             | Amateurliga Schleswig-Holstein              | 2      | 30 | ... | ... | ... | 47 | 56 | -9  | 31 | 7.     |
| 1963/64                             | Amateurliga Schleswig-Holstein              | 3      | 30 | ... | ... | ... | 44 | 63 | -19 | 25 | 11.    |
| 1964/65                             | Amateurliga Schleswig-Holstein              | 3      | 30 | ... | ... | ... | 47 | 60 | -13 | 22 | 13.    |
| 1965/66                             | Amateurliga Schleswig-Holstein              | 3      | 30 | ... | ... | ... | 62 | 54 | +8  | 31 | 7.     |
| 1966/67                             | Amateurliga Schleswig-Holstein              | 3      | 30 | ... | ... | ... | 51 | 64 | -13 | 26 | 13.    |
| 1967/68                             | Amateurliga Schleswig-Holstein              | 3      | 30 | ... | ... | ... | 48 | 58 | -10 | 26 | 10.    |
| 1968/69                             | Landesliga Schleswig-Holstein               | 3      | 30 | ... | ... | ... | 57 | 34 | +23 | 35 | 5.     |
| 1969/70                             | Landesliga Schleswig-Holstein               | 3      | 30 | ... | ... | ... | 41 | 53 | -12 | 23 | 13.    |
| 1970/71                             | Landesliga Schleswig-Holstein               | 3      | 30 | ... | ... | ... | 41 | 58 | -17 | 23 | 12.    |
| 1971/72                             | Landesliga Schleswig-Holstein               | 3      | 30 | ... | ... | ... | 52 | 55 | -3  | 29 | 8.     |
| 1972/73                             | Landesliga Schleswig-Holstein               | 3      | 30 | ... | ... | ... | 72 | 40 | +32 | 43 | 1.     |
| 1973/74                             | Landesliga Schleswig-Holstein               | 3      | 30 | ... | ... | ... | 65 | 33 | +32 | 45 | 1.     |
| 1974/75                             | Fußball-Oberliga Nord                       | 3      | 34 | 9   | 6   | 19  | 41 | 69 | -28 | 24 | 15.    |
| 1975/76                             | Verbandsliga Schleswig-Holstein             | 4      | 30 | ... | ... | ... | 60 | 41 | +19 | 35 | 5.     |
| 1976/77                             | Verbandsliga Schleswig-Holstein             | 4      | 30 | ... | ... | ... | 77 | 32 | +45 | 41 | 2.     |
| 1977/78                             | Verbandsliga Schleswig-Holstein             | 4      | 30 | ... | ... | ... | 52 | 36 | +16 | 36 | 3.     |
| 1978/79                             | Verbandsliga Schleswig-Holstein             | 4      | 30 | ... | ... | ... | 49 | 51 | -2  | 26 | 11.    |
| 1979/80                             | Verbandsliga Schleswig-Holstein             | 4      | 30 | ... | ... | ... | 38 | 69 | -31 | 18 | 16.    |
| 1980/81                             | Landesliga Schleswig-Holstein Nord          | 5      | 30 | ... | ... | ... | 58 | 54 | +4  | 36 | 4.     |
| 1981/82                             | Landesliga Schleswig-Holstein Nord          | 5      | 30 | ... | ... | ... | 56 | 59 | -3  | 26 | 13.    |
| 1982/83                             | Landesliga Schleswig-Holstein Nord          | 5      | 30 | ... | ... | ... | 56 | 42 | +14 | 29 | 9.     |
| 1983/84                             | Landesliga Schleswig-Holstein Nord          | 5      | 30 | ... | ... | ... | 57 | 60 | -3  | 32 | 7.     |
| 1984/85                             | Landesliga Schleswig-Holstein Nord          | 5      | 30 | ... | ... | ... | 38 | 45 | -7  | 26 | 13.    |
| 1985/86                             | Landesliga Schleswig-Holstein Nord          | 5      | 30 | ... | ... | ... | 54 | 35 | +19 | 36 | 2.     |
| 1986/87                             | Landesliga Schleswig-Holstein Nord          | 5      | 30 | ... | ... | ... | 53 | 57 | -4  | 30 | 9.     |
| 1987/88                             | Landesliga Schleswig-Holstein Nord          | 5      | 30 | ... | ... | ... | 39 | 44 | -5  | 30 | 9.     |
| 1988/89                             | Landesliga Schleswig-Holstein Nord          | 5      | 30 | ... | ... | ... | 56 | 23 | +33 | 45 | 1.     |
| 1989/90                             | Verbandsliga Schleswig-Holstein             | 4      | 30 | ... | ... | ... | 47 | 44 | +3  | 26 | 13.    |
| 1990/91                             | Verbandsliga Schleswig-Holstein             | 4      | 30 | ... | ... | ... | 43 | 47 | -4  | 31 | 9.     |
| 1991/92                             | Verbandsliga Schleswig-Holstein             | 4      | 30 | ... | ... | ... | 50 | 55 | -5  | 28 | 11.    |
| 1992/93                             | Verbandsliga Schleswig-Holstein             | 4      | 30 | ... | ... | ... | 51 | 39 | +12 | 39 | 3.     |
| 1993/94                             | Verbandsliga Schleswig-Holstein             | 4      | 30 | ... | ... | ... | 57 | 45 | +12 | 30 | 8.     |
| 1994/95                             | Fußball-Oberliga Hamburg/Schleswig-Holstein | 4      | 30 | 9   | 6   | 15  | 37 | 65 | -28 | 24 | 14.    |
| 1995/96                             | Verbandsliga Schleswig-Holstein             | 5      | 30 | ... | ... | ... | 43 | 43 | 0   | 36 | 10.    |
| 1996/97                             | Verbandsliga Schleswig-Holstein             | 5      | 30 | ... | ... | ... | 42 | 66 | -24 | 28 | 12.    |
| 1997/98                             | Verbandsliga Schleswig-Holstein             | 5      | 30 | ... | ... | ... | 46 | 51 | -5  | 50 | 4.     |
| 1998/99                             | Verbandsliga Schleswig-Holstein             | 5      | 30 | ... | ... | ... | 69 | 36 | +33 | 52 | 3.     |
| 1999/00                             | Verbandsliga Schleswig-Holstein             | 5      | 28 | ... | ... | ... | 53 | 36 | +17 | 49 | 4.     |
| 2000/01                             | Verbandsliga Schleswig-Holstein             | 5      | 26 | ... | ... | ... | 77 | 32 | +45 | 58 | 2.     |
| 2001/02                             | Fußball-Oberliga Hamburg/Schleswig-Holstein | 4      | 34 | 5   | 6   | 24  | 42 | 91 | -49 | 21 | 18.    |
| 2002/03                             | Fußball-Oberliga Hamburg/Schleswig-Holstein | 4      | 32 | 13  | 4   | 15  | 50 | 68 | -18 | 43 | 11.    |
| 2003/04                             | Fußball-Oberliga Hamburg/Schleswig-Holstein | 4      | 34 | 12  | 5   | 17  | 50 | 59 | -9  | 41 | 14.    |
| 2004/05                             | Verbandsliga Schleswig-Holstein             | 5      | 34 | 12  | 11  | 11  | 56 | 50 | +6  | 47 | 9.     |
| 2005/06                             | Verbandsliga Schleswig-Holstein             | 5      | 32 | 14  | 8   | 10  | 47 | 49 | -2  | 50 | 6.     |
| 2006/07                             | Verbandsliga Schleswig-Holstein             | 5      | 34 | 17  | 8   | 9   | 59 | 36 | +23 | 59 | 6.     |
| 2007/08                             | Verbandsliga Schleswig-Holstein             | 5      | 36 | 18  | 5   | 13  | 74 | 60 | +14 | 59 | 6.     |
| 2008/09                             | Fußball-Schleswig-Holstein-Liga             | 5      | 34 | 12  | 14  | 8   | 56 | 39 | +17 | 50 | 7.     |
| 2009/10                             | Fußball-Schleswig-Holstein-Liga             | 5      | 34 | 15  | 4   | 15  | 67 | 73 | -6  | 49 | 8.     |
| 2010/11                             | Fußball-Schleswig-Holstein-Liga             | 5      | 34 | 14  | 5   | 15  | 59 | 64 | -5  | 47 | 10.    |
| 2011/12                             | Fußball-Schleswig-Holstein-Liga             | 5      | 34 | 15  | 7   | 12  | 60 | 52 | +8  | 52 | 8.     |
| 2012/13                             | Fußball-Schleswig-Holstein-Liga             | 5      | 32 | 23  | 4   | 5   | 91 | 45 | +46 | 73 | 3.     |
| 2013/14                             | Fußball-Schleswig-Holstein-Liga             | 5      | 34 | 15  | 7   | 12  | 67 | 65 | +2  | 52 | 7.     |
| 2014/15                             | Fußball-Schleswig-Holstein-Liga             | 5      | 34 | 14  | 5   | 15  | 90 | 76 | +14 | 47 | 9.     |
| 2015/16                             | Fußball-Schleswig-Holstein-Liga             | 5      | 34 | 16  | 4   | 14  | 90 | 68 | +22 | 52 | 7.     |
| 2016/17                             | Fußball-Schleswig-Holstein-Liga             | 5      | 34 | 18  | 8   | 8   | 79 | 47 | +32 | 62 | 5.     |